# Текуч
Текуч (на румънски: Tecuci) е град в окръг Галац, Източна Румъния. Населението му е 34 871 жители (по данни от преброяването от 2011 г.). Площта му е 86,76 кв. км. За първи път е споменат през 1134 г. Намира се в часова зона UTC+2, а през лятото в UTC+3.

## Население
През 1900 г. населението му е било 13 401 жители, през 1948 г. – 20 292, а през 1977 г. – 36 143 г. Оценката за населението към 2011 г. е 34 871 жители.